# GB-Standard
Der GB-Standard (GB steht kurz für Guobiao, also chinesisch 國家標準 / 国家标准, Pinyin Guójiā Biāozhǔn – „Nationaler Standard“, kurz: 國標 / 国标,  GuóBiāo) bildet die Grundlage für den Produkttest, den ein CCC-pflichtiges Produkt im Zuge der CCC-Zertifizierung durchlaufen muss. Ist das Produkt keiner der bisher von der Volksrepublik China für die Zertifizierung festgelegten Produktgruppen zuzuordnen und gibt es keinen entsprechenden GB-Standard, dann ist kein CCC notwendig. Der GB-Standard wird herausgegeben von der Standardization Administration of the People’s Republic of China, ein Institut vergleichbar mit dem Deutschen Institut für Normung (DIN).

## GB-Standards im Automobilbereich
Ein PKW selbst ist zertifizierungspflichtig, zudem sind zahlreiche Einzelkomponenten ebenfalls CCC-pflichtig. Die Teilezertifizierung bietet die umfassendste Abdeckung, da sonst die Produkte bei der Einfuhr nach China beim Zoll festgehalten werden können. Für die einzelnen Zertifizierungspflichtigen Teile gelten folgende GB-Standards:
| Produktname Deutsch | CNCA-Rule   | GB-Standard                                                                   |
| --- | ----------- | ----------------------------------------------------------------------------- |
| Sicherheitsgurte | CNCA-C11-04 | GB 14166                                                                      |
| Reifen | CNCA-C12-01 | GB 9746 GB/T-2978                                                             |
| Verglasung | CNCA-C13-01 | GB 9656                                                                       |
| Scheinwerfer | CNCA-C11-07 | GB 4599 GB 4660 GB 11554 GB 5920 GB 15235 GB 17509 GB 18409 GB 18099 GB 18408 |
| Begrenzungsleuchten, Schlussleuchten, Umrissleuchten, Bremsleuchten                                                      | CNCA-C11-07 | GB 4599 GB 4660 GB 11554 GB 5920 GB 15235 GB 17509 GB 18409 GB 18099 GB 18408 |
| Fahrtrichtungsanzeiger                                                                                                   | CNCA-C11-07 | GB 4599 GB 4660 GB 11554 GB 5920 GB 15235 GB 17509 GB 18409 GB 18099 GB 18408 |
| Rückfahrscheinwerfer | CNCA-C11-07 | GB 4599 GB 4660 GB 11554 GB 5920 GB 15235 GB 17509 GB 18409 GB 18099 GB 18408 |
| Nebelschlussleuchte | CNCA-C11-07 | GB 4599 GB 4660 GB 11554 GB 5920 GB 15235 GB 17509 GB 18409 GB 18099 GB 18408 |
| Kennzeichenbeleuchtung                                                                                                   | CNCA-C11-07 | GB 4599 GB 4660 GB 11554 GB 5920 GB 15235 GB 17509 GB 18409 GB 18099 GB 18408 |
| Seitenmarkierungsleuchten                                                                                                | CNCA-C11-07 | GB 4599 GB 4660 GB 11554 GB 5920 GB 15235 GB 17509 GB 18409 GB 18099 GB 18408 |
| Rückstrahler | CNCA-C11-07 | GB 11564                                                                      |
| Sitze und Kopfstützen | CNCA-C11-12 | GB 15083 GB 11550 GB 13057 GB 8410                                            |
| Bremsschläuche | CNCA-C11-06 | GB 16897                                                                      |
| Rückspiegel | CNCA-C11-08 | GB 15084                                                                      |
| Kraftstofftank | CNCA-C11-11 | GB 18296                                                                      |
| Hupe (Horn) | CNCA-C11-11 | GB 15742                                                                      |
| Innenverkleidung | CNCA-C11-09 | GB 8410                                                                       |
| Schlösser und Scharniere                                                                                                 | CNCA-C11-10 | GB 15086                                                                      |
| Electric vehicles safety requirements                                                                                    |             | GB 18384-2020                                                                 |
| Kommunikationsprotokoll zwischen Ladestation und Batteriemanagementsystem für Elektrofahrzeuge (siehe GB/T Ladestandard) |             | GB/T 27930-2015                                                               |

## GB-Standards im Nicht-Automobilbereich
| Produktname Deutsch             | CNCA-Rule   | GB-Standard                                                              |
| ------------------------------- | ----------- | ------------------------------------------------------------------------ |
| Kabel, Leitungen und Drähte     | CNCA-C01-01 | GB/T 5023 JB 8734.1-1998 JB 8734 JT 8734                                 |
| Kabel-Sets                      | CNCA-C02-01 | GB 15934 GB/T 26219                                                      |
| Niederspannungsanlagen          | CNCA-C03-01 | GB 7251 GB/T 7251                                                        |
| Kleinmotoren                    | CNCA-C04-01 | GB 12350 GB 14711                                                        |
| Elektrische Werkzeuge           | CNCA-C05-01 | GB 17625 GB 3883 GB 4343                                                 |
| Schweißmaschinen                | CNCA-C06-01 | GB 15579 GB/T 8118 GB 15579                                              |
| Haushaltsgeräte                 | CNCA-C07-01 | GB 17625 GB 4343 GB 4706                                                 |
| Audio- und Videogeräte          | CNCA-C08-01 | GB 8898 GB 13837 GB 17625                                                |
| Computer und Computerzubehör    | CNCA-C09-01 | GB 4943 GB 17625 GB 9254                                                 |
| Leuchten                        | CNCA-C10-01 | GB 17625 GB 17743 GB 7000                                                |
| Sicherheitsglas                 | CNCA-C13-01 | GB/T11944 GB 15763 GB 18045 GB 14681                                     |
| Landwirtschaftliche Produkte    | CNCA-C16-01 | GB/T 6960 GB 10395 GB 18447.4 GB 18447                                   |
| IT-Equipment                    | CNCA-C16-01 | YD/T 993 GB 4943 GB 17625 GB 9254                                        |
| Einbruchschutzsysteme           | CNCA-C19-01 | GB 10408 GB 10408 GB 16796                                               |
| Dekorations- und Baumaterialien | CNCA-C21-01 | GB 18581 GB 6566 JC 475                                                  |
| Spielzeug                       | CNCA-C22-01 | GB 14746 GB 14747 GB 14748 GB 14749 GB 6675 GB 19865 GB 27887 GB/T 18305 |